# DEUS
DEUS is een Belgische rock- en indieband uit Antwerpen. De groep werd opgericht in 1989, kende sindsdien vele bezettingswisselingen en bestaat anno 2022 uit Tom Barman (zang en gitaar), Klaas Janzoons (toetsen en viool), Stéphane Misseghers (drums), Alan Gevaert (basgitaar) en Mauro Pawlowski (gitaar en zang).
De groepsnaam is afkomstig uit het Latijn (deus betekent God), en wordt, naar een idee van Barman, consequent met een kleine letter d, en hoofdletters E, U en S gespeld. De naam verwijst naar de song Deus van The Sugarcubes.

## Geschiedenis
In 1989 noemde Tom Barman zijn band al dEUS, maar de band kreeg pas echt vorm toen Stef Kamil Carlens toetrad in 1991 en de eerste demo's werden opgenomen. De band ontwikkelde al snel een eigen stijl, die gekenmerkt wordt door een ogenschijnlijk chaotische en avant-gardistische inslag. Toch blijven ook duidelijk invloeden hoorbaar uit de folk, jazz en blues.
Hun eerste optreden vond plaats op 20 november 1989.

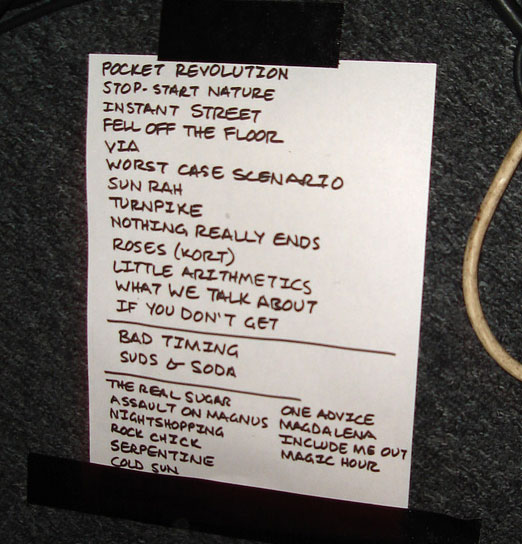
Een setlist van dEUS

Na de ep Zea (1993) kwam in 1994 het debuutalbum van de band uit: Worst Case Scenario. De singles Suds & Soda, Via en Hotellounge (Be the Death of Me) werden direct uitgeroepen tot klassiekers. De band wekte aldus hoge verwachtingen, maar bracht dan het tegendraadse My Sister = My Clock uit, dat niet als album beschouwd kan worden; het bevat slechts 1 track van 30 minuten, een collage van korte en minder korte liedjes, gesprekken (in het Engels, Spaans en in het Oekraïens) en geluiden.
De albums In a Bar, Under the Sea (1996) en The Ideal Crash (1999) werden beter ontvangen en brachten dEUS, ook internationaal, onder de aandacht van een, voornamelijk, alternatief publiek. Van In a Bar Under the Sea bracht men de singles Fell Off the Floor, Man, Theme from Turnpike, Roses en Little Arithmetics op de markt. 
De groep verloor echter enkele leden. Stef Kamil Carlens stapte in september 1996 op om zich weer meer op zijn eigen groep, Moondog jr., later omgedoopt naar Zita Swoon, te kunnen richten. Ook Rudy Trouvé was toen al uit de band gestapt. Ze werden respectievelijk vervangen door Danny Mommens en Craig Ward. The Ideal Crash had singlenoteringen met The Ideal Crash, Sister Dew en Instant Street. In de tournee rond The Ideal Crash kwam Tim Vanhamel (ex-Evil Superstars) de groep versterken. Toen al liet Craig Ward weten dat hij het moeilijk had met het hevige en langdurig toeren.
Na de tournee rond The Ideal Crash bleef het een tijdje stil rond dEUS. Barman hield zich bezig met de dance-act Magnus en de regie van een film: Any Way the Wind Blows, die in 2003 uitkwam en waarin drie dEUS-liedjes opduiken als ringtones. Dit betekende echter niet het einde van dEUS. De groep bracht in 2001 de single Nothing Really Ends uit die als bonustrack op hun compilatie-cd No More Loud Music (2001) verscheen. In 2003 brachten ze de single If You Don't Get What You Want uit. 
In oktober 2004 verlieten Craig Ward en Danny Mommens de band. Een nieuwe bezetting werd samengesteld, met als nieuwe leden drummer Stéphane Misseghers (ex-Soulwax), bassist Alan Gevaert (vroeger actief bij 2 Belgen en Arno) en zanger/gitarist Mauro Pawlowski. In 2005 verscheen er een nieuw album, Pocket Revolution en was er weer een internationale tournee. Van deze plaat zijn vier nummers als single uitgebracht: 7 Days, 7 Weeks, The Real Sugar, What We Talk About (When We Talk About Love) en Bad Timing.
In België kwam op 18 april 2008 Vantage Point uit. In andere landen verscheen het album op 21 april 2008. Het volgende album, Keep You Close, kwam uit in september 2011. Op 1 juni 2012 verrasten zij de wereld met Following Sea als opvolger. In 2014 kwam het verzamelalbum Selected songs 1994-2014 uit. In 2016 was er de Soft Electric Tour met hun zachtere werk.
In 2019 tourde dEUS door Europa met The Ideal Crash 20th Anniversary Tour, waarover de documentaire 'Confessions to dEUS' gemaakt werd.  Acht keer verkochten zij de Ancienne Belgique uit, een unicum voor deze zaal. 
Gitarist Bruno De Groote moest door gezondheidsproblemen de band verlaten in de zomer van 2021. Mauro Pawlowski verving hem tijdens geplande optredens en werd opnieuw vaste gitarist/zanger in 2022.
De groep werkte lang aan een nieuw album, zowel Pawlowski als Bruno De Groote werkten hieraan mee. In november 2022 werd aangekondigd dat hun nieuwe album, 11 jaar na het vorige, zou verschijnen in februari 2023. Op 8 november werd de eerste single hieruit, Must Have Been New, uitgebracht. 1989 is de tweede single. Op 17 februari 2023 kwam hun achtste album How to replace it uit. De Europese tournee door 11 landen startte op 14 maart 2023 met het eerste van vier concerten in de AB. De videoclip van How to replace it werd voorgesteld tijdens hun enige festivaloptreden van 2023 in Vlaanderen, op Live is live in Antwerpen. De clip werd gefilmd door Tom Barman, mede geregisseerd door Jonas Govaerts.
In de zomer van 2025 treed de band een aantal keren op o.a. op het Cactusfestival en Lokerse Feesten met hun album Worst Case Scenario. Stef Kamil Carlens versterkte tijdelijk de band, Mauro Pawlowski werd vervangen door de Noorse muzikant Simen Følstad Nilsen.

## Bezettingen
Hoewel Tom Barman al in 1989 met deze bandnaam optrad, kan het begin van de band gezien worden vanaf dat hij in 1991 met Stef Kamil Carlens muziek ging maken. Carlens speelde aanvankelijk gitaar, terwijl Gino Goole basgitaar speelde. Na het vertrek van Gino ging Carlens basgitaar spelen. Klaas Janzoons (viool) en Mark Meyers (gitaar) traden al vroeg toe.
De bezetting voor de eerste demo-cassette dEUS and all (1991) was:
- Tom Barman - zang, gitaar
- Stef Kamil Carlens - zang, gitaar
- Gino Goole - bas
- Kris Daans - drums

Voor de Rock Rally in 1992 werd Kris Daans vervangen door Mark Willems. Oliver Defossez speelde mondharmonica in dEUS gedurende deze periode.
Na een kleine tournee door Spanje verlieten Mark Meyers en Mark Willems de band. Vervanging werd gevonden in de ervaren gitarist-zanger Rudy Trouvé en drummer Jules de Borgher, die eerder als chauffeur voor de band fungeerde.
In 1995 besloot Rudy Trouvé de band te verlaten omdat het succes zijn plezier in de band bedierf en hij zich liever bezig wilde houden met zijn vele andere projecten, waaronder Kiss My Jazz waarin ook Mark Meyers en Stef Kamil Carlens meespeelden. Trouvé werd vervangen door de Schot Craig Ward.

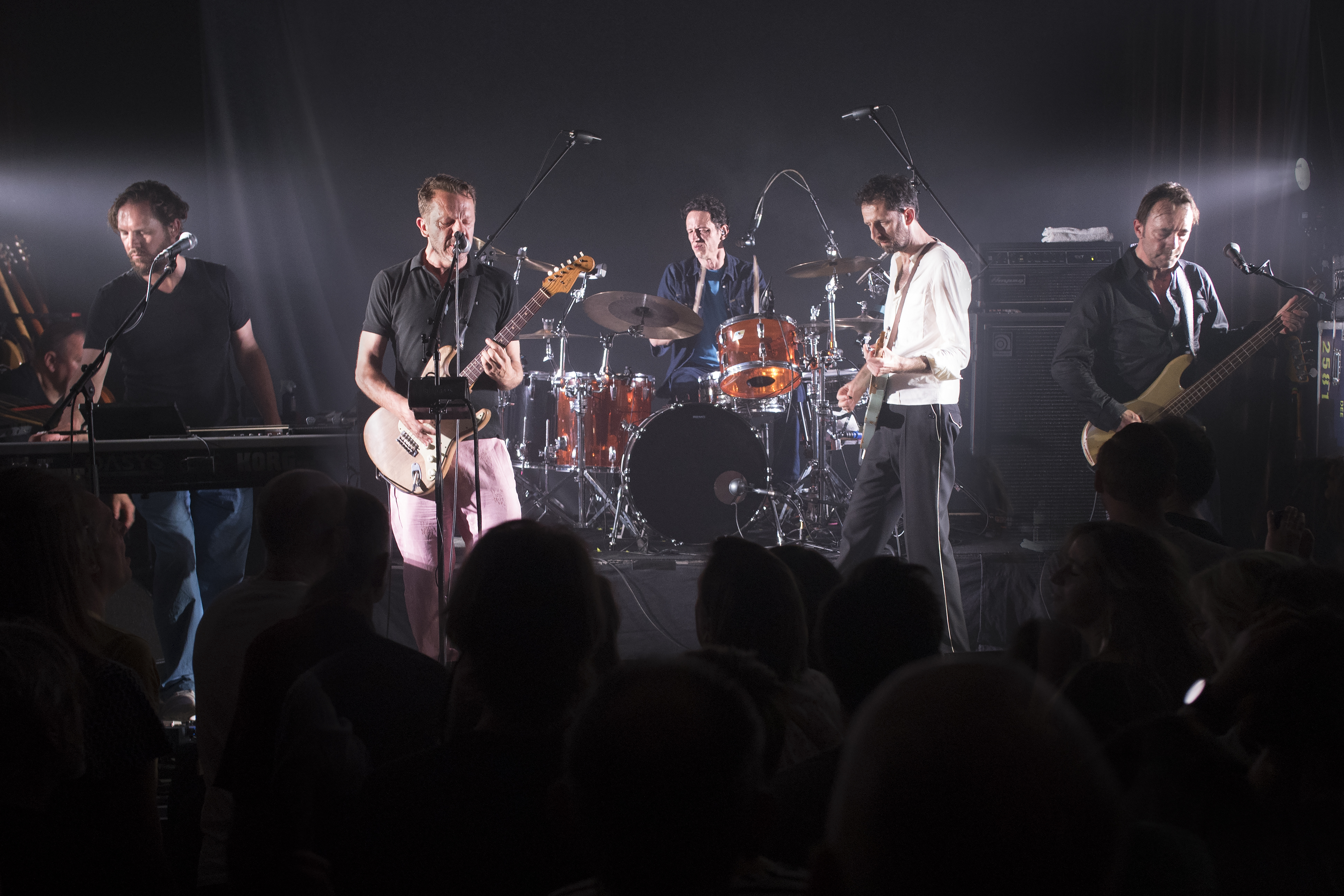
dEUS met Bruno De Groote

Stef Kamil Carlens besloot zich in 1996 geheel te gaan richten op Moondog jr., wat later Zita Swoon wordt, en werd vervangen door Danny Mommens. Voor de tournee voor The Ideal Crash werd de band tijdelijk versterkt met Tim Vanhamel, voorheen Evil Superstars.
Rond 2004 vond een aardverschuiving plaats in de bezetting. Ward stopte als bandlid. Danny Mommens startte Vive la Fête en nam Jules de Borgher op in zijn band. Het drietal werd vervangen door Mauro Pawlowski, voorheen Evil Superstars, Alan Gevaert, voorheen Arno, en Stéphane Misseghers, voorheen Soulwax.
In oktober 2016 kondigde Mauro Pawlowski zijn vertrek uit dEUS aan. Hij werd begin 2018 opgevolgd door Bruno De Groote.
In augustus 2021 moest Bruno De Groote de groep verlaten wegens gezondheidsproblemen. Mauro Pawlowski verving hem tijdens optredens later dat jaar. Tijdens een concert in juni 2022 kondigde Pawlowski aan terug vast groepslid te worden. Voor de korte tournee in 2025 moest hij afhaken wegens gezondheidsredenen en werd tijdelijk vervangen door de in België minder bekende Noorse gitarist Simen Følstad Nilsen, die o.a bij de band Aiming For Enrike speelt. Stef Kamil Carlens trad dat jaar enkele keren mee op.

## Discografie

### Studioalbums
- Worst Case Scenario (1994)
- In a Bar, Under the Sea (1996)
- The Ideal Crash (1999)
- Pocket Revolution (2005)
- Vantage Point (2008)
- Keep You Close (2011)
- Following Sea (2012)
- How To Replace It (2023)

## Onderscheidingen
- De groep had een regelmatige afspraak bij de ZAMU Awards met onder andere beste groep in 1994, 1996 en 2005 en beste live-act in 2006 en 2007 naast awards voor bandleden en albums.
- Bij de nieuwe Music Industry Awards won dEUS in 2008 de MIA voor beste rock/alternative en beste album. In 2011 won de band de MIA voor beste rock/alternative en Mauro Pawlowski de MIA voor beste muzikant.
- De band won in 2010 de Influence Award van Cutting Edge. Een jaar eerder won het al een Cutting Edge Award in de categorie 'Cd Nationaal' met Vantage Point.

## Trivia
- De groepsnaam was oorspronkelijk DEJUZ, zoals aangekondigd voor het eerste optreden op de uitnodiging van "THE GG PARTY" in de "Paradox"  op 20 oktober 1989. Van die fonetische spelling werd echter snel afgestapt.[2] Op de rug van het T-shirt dat Tom Barman toen droeg stond "deuS" geschreven. Andere bands die avond waren "The Fiathful Accused" en "Tröckener Kecks".
- De hoes van de cd The Ideal Crash prijkte in de kamer van Suske in het Suske & Wiske-album De Europummel.
- Bart De Pauw draagt in Het Geslacht De Pauw als pyjama  een T-shirt van dEUS met daarop My Sister = My Clock.
- In aflevering 27 van het vijfde seizoen van de MTV-tekenfilmreeks Beavis and Butt-head werd Suds & Soda door de twee pubers Beavis en Butt-head bekritiseerd.[17] Zo vroegen ze zich af waarom Stef Kamil Carlens op zijn buik sloeg en waarom hij altijd maar 'Fried egg' riep. De titel van de aflevering was 'To the Rescue' en werd in de VS uitgezonden op 6 juni 1995.[18]
- De band werkt tijdens liveconcerten geregeld samen met dansers om hun optreden meer kracht bij te zetten. Zo voorzag choreograaf Ann Van den Broeck verschillende nummers van dEUS van choreografieën, uitgevoerd door haar compagnie WArd/waRD.